# Legio I Germanica
Die Legio I (lateinisch für „Erste Legion“) war eine Legion der römischen Armee. Die Legionsgeschichte bis 14 n. Chr. ist mit Unsicherheiten verbunden, da die republikanischen Legionen meistens nur mit einer Nummer und ohne Namen bezeichnet wurden. Ab 14 n. Chr. gilt die Legionsgeschichte als gesichert.

## Geschichte der Legion
Die Legio I wurde 48 v. Chr. von Gaius Iulius Caesar im Bürgerkrieg gegen Gnaeus Pompeius Magnus aufgestellt und erstmals in der Schlacht von Dyrrhachium eingesetzt. Wie alle Legionen Caesars war ihr Zeichen der Stier (Ausnahme Legio V Alaudae). Möglich ist auch eine Aufstellung im Jahre 43 v. Chr. durch Gaius Vipsanius Pansa.
Nach der Ermordung Caesars wurde die Legion im Jahr 41 v. Chr. von Octavian neu aufgestellt und im Jahr 36 v. Chr. gegen Sextus Pompeius eingesetzt.
Nach der Schlacht bei Actium (31 v. Chr.) wurde sie zwischen 30 v. Chr. und 17 v. Chr. in der Provinz Hispania Tarraconensis stationiert und nahm an den Feldzügen gegen die Kantabrer (Kantabrischer Krieg) teil. In dieser Zeit bauten die Legio I und Legio II Augusta die Colonia Iulia Gemellensis Acci aus. Veteranen wurden in Luceria (Italien), Barcelona und Cartennae (Mauretania) angesiedelt. Möglicherweise wurde der Legion der ehrende Beiname Augusta im Jahr 19 v. Chr. wegen eines Fehlverhaltens in Spanien aberkannt.
Um 16 v. Chr. wurde sie nach Germanien verlegt, dem Heer des Drusus unterstellt und gründete 16 v. Chr. das Lager Mogontiacum (Mainz). Im Sommer des Jahres 6 n. Chr. nahmen vermutlich die Legio I und mindestens sieben weitere Legionen am letztlich gescheiterten Feldzug des Tiberius gegen den Markomannenkönig Marbod teil. Lucius Nonius Asprenas befehligte, als Legat seines Onkels Varus, ab dem Jahr 7 n. Chr. die Legionen Legio I und Legio V Alaudae in Germanien. Während Varus und sein Heer aus drei Legionen (Legio XVII, XVIII, XIX) im Jahr 9 von den Germanen unter der Führung des Cheruskers Arminius in der Varusschlacht vernichtend geschlagen wurden, gelang es Asprenas, mit zwei Legionen (Legio I und V) in das Winterlager am Niederrhein (Vetera beim heutigen Xanten) zu entkommen und die Rheinlinie für Rom zu sichern.
Von 9 n. Chr. bis 16 n. Chr. war die Legion vermutlich in Köln stationiert, wohin sie als Reaktion auf die Varus-Niederlage verlegt wurde. Hier ist sie für das Jahr 14 n. Chr. apud aram Ubiorum belegt. Von Tiberius erhielt sie in diesem Jahr den Beinamen Germanica. Im selben Jahr wurden Veteranen der Legion in Raetia angesiedelt. Acht Legionen nahmen an den Germanicus-Feldzügen im rechtsrheinischen Germanien in den Jahren 14 bis 16 n. Chr. teil. Die Legionen II Augusta, XIII Gemina, XIIII Gemina und XVI Gallica gehörten zur oberrheinischen Heeresgruppe des Germanicus, während die I Germanica, V Alaudae, XX Valeria Victrix und XXI Rapax zur niederrheinischen Heeresgruppe des Aulus Caecina Severus zählten.
Im Jahr 21 n. Chr. wurden Vexillationen der vier niedergermanischen Legionen I Germanica, V Alaudae, XX und XXI Rapax gemeinsam unter der Führung des Tribunen der Legio I Germanica, Torquatus Novellius Atticus, gegen die aufständischen gallischen Stämme der Andecaver und Turonen unter Iulius Sacrovir und Iulius Florus in Gallien eingesetzt. Über ihren Aufenthalt in den folgenden Jahren ist wenig bekannt: Vexillationen der Legio I Germanica und Legio XX Valeria Victrix waren bis in die 30er Jahre wenige Kilometer südlich der Colonia Claudia Ara Agrippinensium (Köln) in Alteburg stationiert. Die Legio I Germanica wurde 35 n. Chr. nach Bonn verlegt und gründete dort das Legionslager Bonn.
Im Frühjahr 68 erhoben sich Gaius Iulius Vindex und Servius Sulpicius Galba gegen Kaiser Nero. Die niedergermanischen Truppen (I Germanica, V Alaudae, Legio XV Primigenia und Legio XVI Gallica) verhielten sich „kaisertreu“ und schlugen Gaius Julius Vindex. Die Legionäre erwarteten eine Belohnung, doch Nero beging im Juni 68 Selbstmord und Galba wurde als neuer Kaiser anerkannt. Zunächst schlossen sich die Legionen Galba an, doch bald erhoben die Truppen der Germania inferior ihren Kommandeur Vitellius zum Imperator und marschierten im Januar des Vierkaiserjahres 69 gegen Rom. Fabius Valens, der Legatus der Legio I, spielte in diesen Auseinandersetzungen eine bedeutende Rolle. Vitellius Anhänger besiegten Otho, den Nachfolger des ermordeten Galba und verhalfen ihm auf den Thron. Vitellius wurde noch im selben Jahr von Vespasian gestürzt.
Während des Bataveraufstandes im Jahre 70 wurde die Legio I unter Herennius Gallus zusammen mit der Legio XVI Gallica zum Entsatz der in Vetera in der Nähe des heutigen Xanten eingeschlossenen Legio V Alaudae und Legio XV Primigenia entsandt und geriet dabei selbst in eine Einschließung. Nach der Niederschlagung des Aufstandes wurde sie aufgelöst. Die Legio VII Hispana wurde von Vespasian unter Einbeziehung von Soldaten der Legio I Germanica und/oder Legio XV Primigenia neu formiert und erhielt den neuen Namen Legio VII Gemina (lat. gemina „Zwilling“).